# Reprezentacja Kazachstanu na Mistrzostwach Świata w Wioślarstwie 2009
Reprezentacja Kazachstanu na Mistrzostwach Świata w Wioślarstwie 2009 liczyła 4 sportowców. Najlepszym wynikiem było 13. miejsce w dwójce bez sternika mężczyzn.

## Medale

### Złote medale
Brak

### Srebrne medale
Brak

### Brązowe medale
Brak

## Wyniki

### Konkurencje mężczyzn
- dwójka bez sternika (M2-): Grigorij Fieklistow, Dmitrij Filmonow – 13. miejsce
- dwójka podwójna (M2x): Michaił Garnik, Michaił Taskin – 27. miejsce